# Шиян Кир Карлович
Шиян Кир Карлович (1902—1974) — український  історик родом з Полтавщини.
Закінчив Ніжинський Інститут народної освіти (1930), 1930—1934 співробітник науково-дослідної катедри історії України ім. Д. Багалія в Харкові, викладач Харківського університету (1956), з 1963 професор історії СРСР.
Головні праці:
- «Селянство — основна і вирішальна сила визвольної війни українського народу 1648 — 54 pp.» (1954),
- «Боротьба робочого класу України за відбудову промисловості. 1921 — 26 pp.» (1959),
- «Минуле і сучасне села» (1963, у співавторстві).

Брав участь у колективних працях: «Історія робочого класу Української РСР» (1967) і «Розвиток народного господарства Української РСР. 1917 — 67» (1967).